# Catedral basílica de San José (San José)
La catedral basílica de San José  (en inglés: Cathedral Basilica of St. Joseph) es la catedral de la Diócesis de San José. La catedral está localizada en San José, California. En ella se encuentra la sede episcopal de Patrick Joseph McGrath, el actual obispo de la Diócesis de San José.

## Historia
La iglesia original de San José fue construida en el sitio de la actual basílica en 1803, y fue la primera parroquia sin ser misión en ser construida en California. La estructura original de adobe fue dañada por terremotos en 1818 y 1822, y una nueva iglesia de adobe fue construida entre 1835 a 1846. La segunda iglesia fue severamente dañada por el terremoto de Hayward de 1868, y el trabajo en la tercera iglesia comenzó en 1869. La tercera iglesia fue destruida por un incendio en 1875, y una cuarta iglesia temporal fue construida a pocas cuadras de distancia, mientras que la quinta iglesia y la actual se estaba construyendo. La quinta iglesia fue dedicada por Joseph Alemany, el Arzobispo de San Francisco, en 1877, mientras que la construcción continuaba. El actual pórtico se completó en 1884, y la gran bóveda, fue terminada en 1885.
En 1981, un gran proyecto de renovación se inició, en lo que se convertiría en la actual catedral y sede para el nuevo obispo católico de San José California. En 1985, la iglesia fue elevada a catedral, mientras se finalizaba la restauración en 1990. Sustituyó a la Protocatedral de San Patricio, ubicado a pocas cuadras de distancia, como la catedral de la diócesis. La catedral se hizo una basílica menor por parte de Papa Juan Pablo II en 1997.
La basílica catedral de San José aparece en el Registro Nacional de Lugares Históricos.